# Belinda (telenovela)
Belinda é uma telenovela mexicana exibida pela Azteca e dirigida por Luis Alberto Lamata e Juan Solórzano em 2004. 
Foi protagonizada por Mariana Torres e Leonardo García com antagonização de Anna Ciocchetti e Tamara Monserrat.

## Elenco
- Mariana Torres ... Belinda Arismendi
- Leonardo García ... Ricardo Semprum
- Anna Ciocchetti ... Lucrecia Fuenmayor de Arismendi / de Semprum
- Sebastián Ligarde ... Adolfo Semprum
- Tamara Monserrat ... Ana Belén "Anabela" Arismendi
- Héctor Bonilla ... Roberto Arismendi
- Regina Torné ... Eloísa Fuenmayor
- Adriana Cataño ... Jacqueline Tovar
- Rodrigo Cachero ... Gustavo Flores
- Gabriela Vergara ... Belinda Romero / Christina Romero
- Laura Padilla ... Renata Fuenmayor
- Carlos Mata ... Alfonso Rivas
- Tania Arredondo ... Coraima
- Gabriela Andrade ... Pamela
- Irene Arcila
- Luis Arrieta ... Alfredo Arismendi
- Aarón Beas ... Rubén
- Iván Bronstein ... Cirilo
- Jorge Cáceres ... Martín
- Alberto Casanova ... Ernesto
- María Colla
- Carmen Delgado ... Gardenia
- Carlos Gajardo
- Tamara Guzmán ... Celadora
- Alejandra Haydée ... Terecita
- Elba Jiménez ... Helena Semprum
- Guillermo Larrea ... Carlos
- Jorge Levy
- Alejandro Lukini ... Oswaldo
- Dora Montero ... Canuta
- Graciela Orozco ... Tenchita
- Andrés Palacios ... Jesús
- Adriana Parra ... Dolores
- María Rebeca ... Patty
- Marcela Ruiz Esparza
- Mariana Urrutia ... Haydée
- Eduardo Victoria ... Pablo